# Selatosomus atratus
Selatosomus atratus là một loài bọ cánh cứng trong họ Elateridae. Loài này được Ballion miêu tả khoa học năm 1878.